# Louis Eudier
Louis Eudier (* 20. April 1903 in Le Havre; † 11. August 1986 ebenda) war ein französischer Politiker der PCF. Von 1956 bis 1958 war er Abgeordneter der Nationalversammlung. Er zählte zu den Überlebenden des KZ Auschwitz.

## Leben und Werdegang

### Frühes Leben, Widerstand und Haft
Eudier stammte als Sohn eines Tagelöhners aus einfachen Verhältnissen und musste bereits im Kindesalter die Schule verlassen, um durch eine Tätigkeit im Schiffbau sein eigenes Geld zu verdienen. Er war gewerkschaftlich engagiert und stieg 1930 zum Sekretär der Gewerkschaft für die Arbeiter in der Metallurgiebranche in Le Havre auf. 1936 war er aufgrund seiner Position als Streikführer im Einsatz.
1940 wurde Frankreich im Verlauf des Zweiten Weltkriegs von deutschen Truppen besetzt und im März 1941 trat Eudier in die Résistance ein, die Widerstand gegen die Besatzer leistete. Dies führte am 12. Juli 1941 zu seiner Verhaftung und er saß hinter Gittern, bis er am 6. Juli 1942 ins KZ Auschwitz nach Polen deportiert wurde. Bis 1945 blieb er dort, konnte aber anders als die mehr als eine Million Todesopfer von Auschwitz die Zeit im Lager überleben. Für sein Verhalten während des Krieges erhielt er später verschiedene Auszeichnungen.

### Politische Laufbahn
Nachdem er 1945 nach Frankreich zurückgekehrt war, stieg er für die kommunistische PCF in die Politik ein. Im September 1945 schaffte er den Einzug in den Generalrat des Départements Seine-Inférieure. 1947 gelang ihm der Sprung in den Stadtrat von Le Havre und 1956 wurde er zum stellvertretenden Bürgermeister der Stadt. Dazu setzte er seine gewerkschaftliche Arbeit fort und stieg 1953 zum Vorsitzenden des Gewerkschaftsbundes Confédération générale du travail für das Département Seine-Inférieure auf. Parteiintern wurde er 1954 ins regionale Büro der Kommunisten aufgenommen. Bei den Parlamentswahlen im Januar 1956 wurde er in seinem in Seine-Maritime umbenannten Heimatdépartement als Listenzweiter der PCF hinter René Cance ins Rennen geschickt und konnte einen Sitz in der Pariser Nationalversammlung erringen. Im Parlament gehörte er der Kommission für Wiederaufbau, Kriegsschäden und Wohnraum an. Anfang Juni 1958 stimmte er gegen Vollmachten für Charles de Gaulle, die die Gründung der Fünften Republik einleiteten und Neuwahlen nötig machten, bei denen er nicht erneut ins Parlament einzog.